# Thomas Sprat

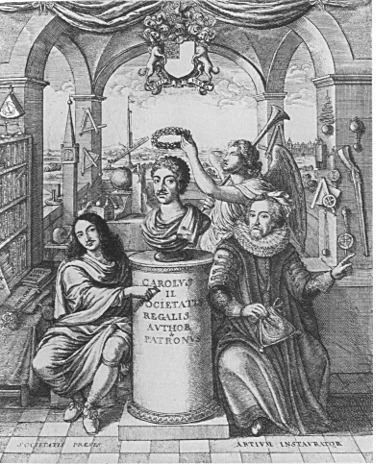
Portada de la History of the Royal Society of London de Thomas Sprat, 1667.

Thomas Sprat (1635 – 20 de mayo de 1713) fue un científico inglés de finales del siglo XVII.
Tomó los hábitos y fue destinado en 1660 a la catedral de Lincoln en Lincolnshire. El año anterior había adquirido reputación de ser un hombre de letras gracias a su poema To the Happie Memory of the most Renowned Prince Oliver, Lord Protector, dedicado a Oliver Cromwell.
Sus principales obras en prosa son Observations upon Monsieur de Sorbier's Voyage into England, respuesta en tono de sátira a un escrito de Samuel de Sorbière sobre los ingleses y la History of the Royal Society of London, historia sobre una institución a la que Sprat había ayudado. Este texto resume brillantemente las exigecias del método científico que tanto prosperó en el siglo XVIII.
En 1669 se convirtió en canónigo de la abadía de Westminster y en 1670 en rector en Uffington. Siguió siendo capellán tras la muerte de Carlos II de Inglaterra.